# Постирочная

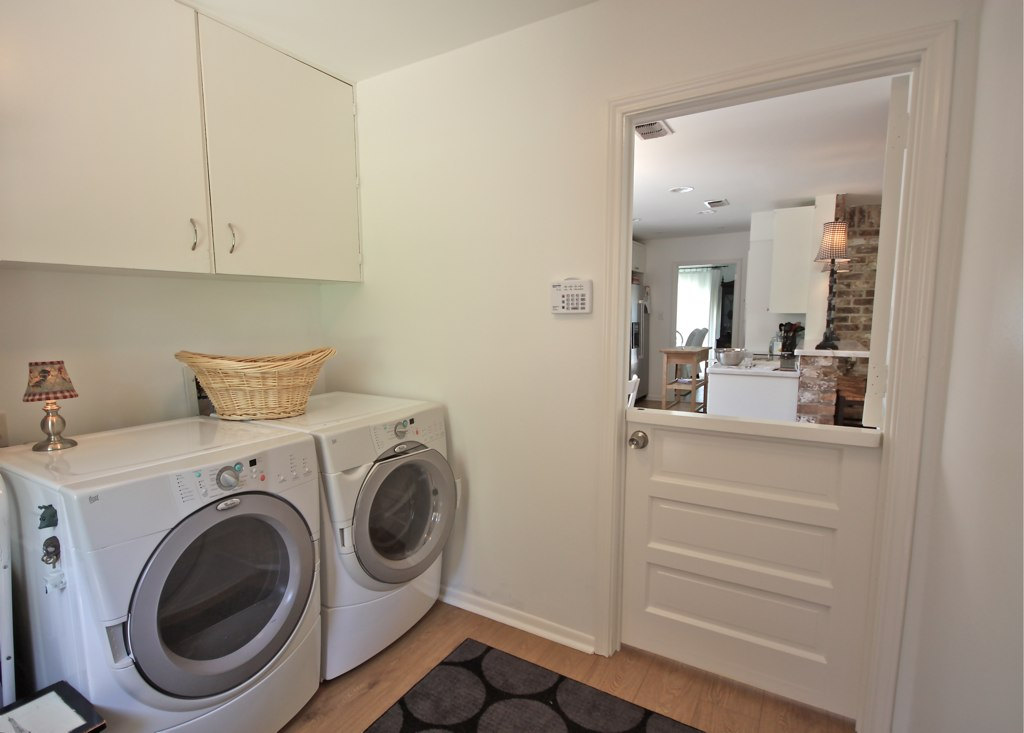
Постирочная комната в жилом доме

Постирочная комната — помещение внутри жилого здания, предназначенное для стирки, глажки, мойки и других работ, связанных с высокой влажностью. В отличие от прачечной, размещается в жилых помещениях.
Постирочные появляются в виде отдельного помещения с древности, однако широкое распространение они получили с начала промышленной революции сперва в общественных зданиях, а с конца 19 века в процессе механизации домашней стирки — в жилых и многоквартирных домах. С появлением электрических домашних стиральных машин 1930-е годы возникла необходимость дополнительного помещения, оборудованного водопроводом, электричеством и канализацией. Этим критериям соответствовали кухни, однако в массовом домостроении того времени кухни обладали небольшой площадью, поэтому выход был найден в использовании кухонных кладовых, которые с появлением холодильников и магазинов шаговой доступности могли быть разгружены и перепрофилированы под новые функции. Также кухонная кладовая часто имела отдельный вход для доставки угля в дом, через которую можно было быстро проветривать помещение, а также выносить белье на сушку. Из-за сильного шума от первых стиральных машин появилась тенденция раполагать постирочные в цоколе или подвале жилого дома, а также в виде проходного помещения из жилого дома в гараж. Позднее, когда стиральные машины стали тише, стало возможным располагать стиральные машины на вторых и выше этажах, ближе к спальням.
Стандартная постирочная включает в себя стиральную машину, cушильный автомат, гладильную доску, место для хранения бытовой химии, шкафы для грязного и чистого белья, обустроенный трап в полу в случае разлива мыльной воды. В расширенном варианте постирочной часто устанавливается швейная машина, телевизор на случай долгой глажки или шитья с функцией переключения на детский монитор и видеонаблюдение, сушка для обуви и одежды, напольная поддон-мойка для обуви, глубокая раковина-мойка для замачивания белья и ручной стирки, имеется отдельный выход на улицу.